# Lord (Familienname)
Lord ist ein englischer Familienname.

## Namensträger

### Familienname
- Albert Lord (1912–1991), US-amerikanischer Literaturwissenschaftler, Slawist und Altphilologe
- Andrew Lord (* 1985), kanadischer Eishockeyspieler
- Arthur Lord (Rechtsanwalt) (1850–1925), US-amerikanischer Rechtsanwalt
- Arthur Lord (Golfspieler) (1868–1960), französischer Golfspieler
- Bert Lord (1869–1939), US-amerikanischer Politiker
- Bobby Lord (1934–2008), US-amerikanischer Musiker
- Bradley Lord (1939–1961), US-amerikanischer Eiskunstläufer
- Chip Lord (* 1944), US-amerikanischer Architekt und Videokünstler
- Chris Lord-Alge (* 1963), US-amerikanischer Toningenieur und Musikproduzent
- Edward Lord (Vizegouverneur) (1781–1859),  britischer Offizier und Vizegouverneur von Tasmanien
- Edward Lord (Politiker) (* 1972), britischer Politiker
- Elizabeth Lord (1918–1994), kanadische Architektin
- Frederick William Lord (1800–1860), US-amerikanischer Politiker
- Graham Lord († 2015), britischer Biograf und Schriftsteller
- Heinz Lord (1917/1918–1961), deutscher Chirurg, Angehöriger der weißen Rose Hamburg und KZ-Häftling
- Henry W. Lord (1821–1891), US-amerikanischer Politiker
- Herbert Lord (1859–1930), US-amerikanischer Offizier und Ökonom
- Jack Lord (1920–1998), US-amerikanischer Schauspieler und Filmemacher
- James Lord (1922–2009), US-amerikanischer Autor und Biograph
- Jasmin Lord (* 1989), deutsche Schauspielerin
- Jean-Claude Lord (1943–2022), kanadischer Regisseur, Drehbuchautor, Filmeditor und Produzent
- Jeffrey Lord (* 1951), US-amerikanischer politischer Stratege
- Jeffrey Lord, Sammelpseudonym der US-amerikanischen Sword-and-Sorcery-Romanreihe Richard Blade
- Jessica Lord (* 1998), britische Schauspielerin und Tänzerin
- John Keast Lord (1818–1872), britischer Naturforscher
- John W. Lord (1901–1972), US-amerikanischer Jurist und Politiker
- Jon Lord (Jonathan Douglas Lord; 1941–2012), britischer Rock-Keyboarder
- Karen Lord (* 1968), barbadische Autorin
- Lance W. Lord (* 1946), pensionierter General der US Air Force
- Louis Lord (* 2003), deutscher Fußballtorwart
- Lucy Takiora Lord (1842–1893), teils Māori-stämmige neuseeländische Fremdenführerin und Dolmetscherin
- Marjorie Lord (1918–2015), US-amerikanische Schauspielerin
- Michael Lord, Baron Framlingham (* 1938), britischer Politiker
- Milton Edward Lord (1898–1985), US-amerikanischer Historiker und Bibliothekar
- Peter Lord (* 1953), britischer Regisseur
- Phil Lord (* 1975), US-amerikanischer Drehbuchautor, Regisseur und Filmproduzent
- Quinn Lord (* 1999), kanadischer Kinderdarsteller
- Rebecca Lord (* 1973), französische Pornodarstellerin und Produzentin von Pornofilmen
- Robert Lord (1900–1976), US-amerikanischer Drehbuchautor und Filmproduzent
- Ryan Lord, US-amerikanischer Schauspieler
- Samantha Lord, US-amerikanische Biathletin
- Scott Lord (1820–1885), US-amerikanischer Politiker
- Stanley Lord (1877–1962), britischer Handelsschiff-Kapitän
- Stefan Lord (* 1954), schwedischer Dartspieler
- Stephen Lord († 2012), US-amerikanischer Drehbuchautor
- Tom Lord (* 1940), kanadischer Jazz-Diskograph
- Torsten Lord (1904–1970), schwedischer Segler
- Walter Lord (1917–2002), US-amerikanischer Sachbuchautor
- William Paine Lord (1838–1911), US-amerikanischer Politiker
- Winston Lord (* 1937), US-amerikanischer Politiker

### Spitzname
- Nicklas Bendtner (* 1988), dänischer Fußballspieler
- Florian Kath (* 1994), deutscher Fußballspieler, auch genannt Lord Katho